# The Good Mother
The Good Mother е американска драма от 1988 г., адаптация на едноименния роман на Сю Милър, на режисьора Ленърд Нимой. Във филма участват Даян Кийтън и Лиъм Нийсън.
Премиерата на филма е на 4 ноември 1988 г. в САЩ от „Тъчстоун Пикчърс“, като филмът получава смесени отзиви от критиката.